# لیره لبنان
لیره یا پوند لبنانی یکای پول کشور لبنان است. لیرهٔ لبنان به صد قروش تقسیم می‌شود، اما به دلیل تورم ناشی از جنگ داخلی لبنان دیگر از پیاستر استفاده نمی‌شود.
بر روی تمامی سکه‌ها و اسکناس‌های لبنانی از دو زبان فرانسوی و عربی استفاده شده‌است.

## تاریخچه
تا وقوع جنگ جهانی اول، لیره عثمانی یکای پول رایج در منطقه بود. در سال ۱۹۱۸ و با سرنگونی امپراتوری عثمانی، پوند مصر استفاده شد. در پی چیرگی فرانسه بر خاک سوریه و لبنان، لیره سوریه که با فرانک فرانسه تثبیت می‌شد پوند مصر را جایگزین کرد. در سال ۱۹۳۹ یکای پول لبنان از یکای پول سوریه جدا شد هرچند همچنان با فرانک فرانسه تثبیت و با لیره سوریه تبادل می‌شد. در سال ۱۹۴۱ و با شکست فرانسه از آلمان نازی، لیره سوریه با نرخ یک پوند در برابر ۸٫۸۳ لیره با پوند استرلینگ تثبیت شد.
طی جنگ داخلی لبنان، لیره لبنان دچار نوسان بسیار شده ارزش آن در برابر دلار آمریکا همواره دچار تغییر بود. در نتیجه در دسامبر ۱۹۹۷ با دلار آمریکا تثبیت شد هرچند این نوسانات ادامه یافت و دولت را در تنگنای درگیری با بازار سیاه قرار داد؛ دولت برای مهار بازار سیاه پلتفرمی الکترونیک به نام صیرفه را در ژوئن ۲۰۲۱ معرفی کرد ولی این پلتفرم نه تنها نتوانست بازار سیاه را مهار کند که نتیجه عکس نیز داد.

## سکه‌ها
| نگاره                   | نگاره                   | بها                     | پارامترهای فنی          | پارامترهای فنی          | پارامترهای فنی          | پارامترهای فنی          | رنگ                     | تاریخ انتشار                       |
| رو                      | پشت                     | بها                     | قطر                     | ضخامت                   | جرم                     | جنس                     | رنگ                     | تاریخ انتشار                       |
| سکه‌های از گردش خارج شده | سکه‌های از گردش خارج شده | سکه‌های از گردش خارج شده | سکه‌های از گردش خارج شده | سکه‌های از گردش خارج شده | سکه‌های از گردش خارج شده | سکه‌های از گردش خارج شده | سکه‌های از گردش خارج شده | سکه‌های از گردش خارج شده            |
| ----------------------- | ----------------------- | ----------------------- | ----------------------- | ----------------------- | ----------------------- | ----------------------- | ----------------------- | ---------------------------------- |
|                         |                         | ۵p                      |                         |                         |                         | آلومینیوم-برنز          |                         | ۱۹۲۴                               |
|                         |                         | ۵p                      |                         |                         |                         | آلومینیوم-برنز          |                         | ۱۹۲۵ ۱۹۳۱ ۱۹۳۳ ۱۹۳۶ ۱۹۴۰           |
|                         |                         | ۵۰p                     |                         |                         | ۱۰ g                    | نقره                    |                         | ۱۹۲۹ ۱۹۳۳ ۱۹۳۸                     |
|                         |                         | ۵p                      | ۱۸ mm                   |                         | ۲٫۲ g                   | مس-نیکل-آلومینیوم       | زرد طلایی               | ۱۹۶۸ ۱۹۶۹ ۱۹۷۲ ۱۹۷۵                |
|                         |                         | ۱۰p                     | ۲۱ mm                   |                         | ۳٫۲ g                   | مس-نیکل-آلومینیوم       | زرد طلایی               | ۱۹۶۸ ۱۹۶۹ ۱۹۷۰ ۱۹۷۲ ۱۹۷۵           |
|                         |                         | ۲۵p                     | ۲۳٫۵ mm                 |                         | ۴ g                     | نیکل-برنج               | زرد طلایی               | ۱۹۶۸ ۱۹۶۹ ۱۹۷۰ ۱۹۷۲ ۱۹۷۵ ۱۹۸۰      |
|                         |                         | ۵۰p                     | ۲۴ mm                   |                         | ۶ g                     | نیکل                    | نیکل سفید               | ۱۹۶۸ ۱۹۶۹ ۱۹۷۰ ۱۹۷۱ ۱۹۷۵ ۱۹۷۸ ۱۹۸۰ |
|                         |                         | LL ۱                    | ۲۷٫۵ mm                 |                         | ۸ g                     | نیکل                    | نیکل سفید               | ۱۹۷۵ ۱۹۷۷ ۱۹۸۰ ۱۹۸۱                |
|                         |                         | LL ۱                    | ۲۷ mm                   |                         | ۷٫۲۲ g                  | فولاد با روکش نیکل      | سفید نیکل               | ۱۹۸۶                               |
| سکه‌های در گردش          |                         |                         |                         |                         |                         |                         |                         |                                    |
|                         |                         | LL ۲۵                   | ۲۰٫۵ mm                 | ۱٫۳ mm                  | ۲٫۸ g                   | فولاد با روکش نیکل      | سفید نیکل               | ۲۰۰۲                               |
|                         |                         | LL ۵۰                   | ۱۹ mm                   | ۱٫۱۵ mm                 | ۲٫۲۵ g                  | فولاد زنگ‌نزن            | نیکل سفید               | ۱۹۹۶                               |
|                         |                         | LL ۵۰                   | ۲۱٫۵ mm                 | ۱٫۶۷ mm                 | ۳g                      | فولاد با روکش نیکل      | نیکل سفید               | ۲۰۰۶                               |
|                         |                         | LL ۱۰۰                  | ۲۲٫۵ mm                 | ۱٫۸ mm                  | ۴ g                     | روی و مس                | مسی                     | ۱۹۹۵ ۱۹۹۶ ۲۰۰۰                     |
|                         |                         | LL ۱۰۰                  | ۲۲٫۵ mm                 | ۱٫۸۳ mm                 | ۴ g                     | فولاد و نیکل            | سفید                    | ۲۰۰۳                               |
|                         |                         | LL ۱۰۰                  | ۲۲٫۵ mm                 | ۱٫۸ mm ۱٫۶ mm           | ۴ g                     | فولاد و مس              | مسی                     | ۲۰۰۶ ۲۰۰۹                          |
|                         |                         | LL ۲۵۰                  | ۲۳٫۵ mm                 | ۱٫۸۲ mm                 | ۵ g                     | مس و آلومینیوم          | زرد طلایی               | ۱۹۹۵ ۱۹۹۶ ۲۰۰۰ ۲۰۰۳                |
|                         |                         | LL ۲۵۰                  | ۲۳٫۵ mm                 | ۱٫۶۵ mm                 | ۵ g                     | طلای نوردیک             | طلای نوردیک             | ۲۰۰۶ ۲۰۰۹ ۲۰۱۲                     |
|                         |                         | LL ۵۰۰                  | ۲۴٫۵ mm                 | ۲٫۰۵ mm                 | ۶ g                     | فولاد با روکش نیکل      | سفید                    | ۱۹۹۵ ۱۹۹۶ ۲۰۰۰ ۲۰۰۳ ۲۰۰۶ ۲۰۰۹ ۲۰۱۲ |

## اسکناس‌ها
| اسکناس‌های در گردش | اسکناس‌های در گردش | اسکناس‌های در گردش | اسکناس‌های در گردش | اسکناس‌های در گردش | اسکناس‌های در گردش   |
| نگاره             | نگاره             | بها               | ابعاد             | رنگ               | تاریخ انتشار        |
| رو                | پشت               | بها               | ابعاد             | رنگ               | تاریخ انتشار        |
| ----------------- | ----------------- | ----------------- | ----------------- | ----------------- | ------------------- |
|                   |                   | LL ۱,۰۰۰          | ۱۵۶ × ۶۷ mm       | سبزآبی            | ۱۹۸۸ ۱۹۹۰ ۱۹۹۱ ۱۹۹۲ |
|                   |                   | LL ۱,۰۰۰          | ۱۱۵ × ۶۰ mm       | سبزآبی            | ۲۰۱۱ ۲۰۱۲           |
|                   |                   | LL ۱,۰۰۰          | ۱۱۵ × ۶۰ mm       | سبزآبی            | ۲۰۰۴ ۲۰۰۸           |
|                   |                   | LL ۵,۰۰۰          | ۱۵۶ × ۶۷ mm       | صورتی             | ۱۹۹۴ ۱۹۹۵           |
|                   |                   | LL ۵,۰۰۰          | ۱۴۰ × ۷۰ mm       | صورتی             | ۱۹۹۹ ۲۰۰۱           |
|                   |                   | LL ۵,۰۰۰          | ۱۲۰ × ۶۲ mm       | صورتی             | ۲۰۰۴ ۲۰۰۸           |
|                   |                   | LL ۵,۰۰۰          | ۱۲۰ × ۶۲ mm       | صورتی             | ۲۰۱۲                |
|                   |                   | LL ۱۰,۰۰۰         | ۱۴۵ × ۷۳ mm       | زرد               | ۱۹۹۸                |
|                   |                   | LL ۱۰,۰۰۰         | ۱۲۷ × ۶۶ mm       | زرد               | ۲۰۰۴ ۲۰۰۸           |
|                   |                   | LL ۱۰,۰۰۰         | ۱۲۷ × ۶۶ mm       | زرد               | ۲۰۱۲                |
|                   |                   | LL ۲۰,۰۰۰         | ۱۵۰ × ۸۰ mm       | قرمز              | ۱۹۹۴ ۱۹۹۵ ۲۰۰۱      |
|                   |                   | LL ۲۰,۰۰۰         | ۱۳۰ × ۷۲ mm       | قرمز              | ۲۰۰۴                |
|                   |                   | LL ۲۰,۰۰۰         | ۱۳۰ × ۷۲ mm       | قرمز              | ۲۰۱۲                |
|                   |                   | LL ۵۰,۰۰۰         | ۱۵۰ × ۸۰ mm       | آبی               | ۱۹۹۴ ۱۹۹۵ ۱۹۹۹ ۲۰۰۱ |
|                   |                   | LL ۵۰,۰۰۰         | ۱۴۰ × ۷۷ mm       | آبی               | ۲۰۰۴                |
|                   |                   | LL ۵۰,۰۰۰         | ۱۴۰ × ۷۷ mm       | آبی               | ۲۰۱۱ ۲۰۱۲           |
|                   |                   | LL ۱۰۰,۰۰۰        | ۱۶۱ × ۹۰ mm       | سبز               | ۱۹۹۴ ۱۹۹۵ ۱۹۹۹ ۲۰۰۱ |
|                   |                   | LL ۱۰۰,۰۰۰        | ۱۴۷ × ۸۲ mm       | سبز               | ۲۰۰۴                |
|                   |                   | LL ۱۰۰,۰۰۰        | ۱۴۷ × ۸۲ mm       | سبز               | ۲۰۱۱ ۲۰۱۲           |
|                   |                   | LL ۱۰۰,۰۰۰        | ۱۳۵ x ۶۶mm        | سبز               | ۱ دسامبر ۲۰۲۳       |

## نرخ کنونی ارز
پوند لبنان، جزء بی ارزش‌ترین پول‌های جهان در میان ارزهای بین‌المللی در سال 2023 قرار گرفته است.